# Заруба, Иван Антонович
Иван Антонович Заруба (29 сентября 1905, Новощербиновская, Кубанская область — 1981, Москва) — советский морской офицер, капитан 2-го ранга, последний командир крейсера «Червона Украина». После падения Севастополя в немецком плену. Выжил в концлагерях.

## Биография
Иван Антонович Заруба родился 29 сентября 1905 года в станице Новощербиновская Ейского района Ростовской области. Образование — среднее, до призыва в Вооруженные силы СССР преподавал физкультуру в Ейске. Беспартийный.
В 1926 году он ушел добровольцем в Рабоче-крестьянский красный флот. 23 февраля 1931 года закончил Военно-морское училище им. М. В. Фрунзе в Ленинграде. В 1931—1940 годах служил в составе Амурской военной флотилии, последняя должность — командир 1-го дивизиона мониторов.
С марта по октябрь 1941 года командир учебного крейсера «Коминтерн». Участвовал в обороне Одессы с 5 августа по 16 октября 1941 года. Участник обороны Севастополя с 30 октября 1941 по 4 июля 1942 года. С 30 октября по 12 ноября 1941 года в звании капитана 2-го ранга командир крейсера «Червона Украина».
Почти ежедневно крейсер осуществлял огневую поддержку обороняющихся войск. 12 ноября немецкая авиация нанесла точный удар по Севастопольской бухте, крейсер попал под обстрел. С 9 ноября 1941 года крейсер «Червона Украина» вел артиллерийский огонь, не меняя своего положения, поддерживая сухопутные войска Севастопольского оборонительного района (СОР) в районе хутора Мекензия. И. А. Заруба трижды запрашивал командование ЧФ о смене позиции, не получая никаких указаний на этот счет. В 9 часов 12 ноября 1941 два немецких самолёта-разведчика зафиксировали расположение кораблей и судов в бухте. В 10 часов 30 минут крейсер атаковали десять «Хейнкелей-111», но он отбил первый налет. Повторный удар нанесли три самолёта «Юнкерс-87», а в 11.00 десять «Юнкерсов-88» окончательно добили крейсер, который затонул, приняв более 4000 тонн воды. Личным составом крейсера, а также снятой материальной частью и орудиями были укомплектованы шесть береговых батарей Севастополя, сформированных в декабре 1941 года.
С конца декабря 1941 года командир 1-го отряда транспортов И. А. Заруба участвовал в Керченско-Феодосийской десантной операции. 20 марта 1942 году вернулся в Севастополь, где находился до конца обороны. С 20 мая 1942 года исполнял обязанности начальника отдела плавсредств и гаваней ЧФ. После падения крепости эвакуировался с 35-й батареи на торпедном катере, который в море был обстрелян и начал тонуть. Заруба был ранен в ногу и обе руки. Пленён 2 июня 1942 года, снят немецким торпедным катером вместе с генерал-майором П. Г. Новиковым, содержался в шталаг 348. В 1942—1945 годах пребывал в плену в лагерях офлаг XIII B, шталаг XIII A, шталаг XIII C, лагерь Флоссенбюрг, отделение лагеря Бухенвальд на территории стран Восточной Европы и Германии. Освобождён американцами 23 апреля 1945 года.
По возвращении прошел фильтрацию и проверки, был восстановлен в звании и назначен на должность командира учебного корабля «Комсомолец» Краснознаменного Балтийского флота. В апреле 1947 года демобилизован в запас. Жил в Москве. Работал электровакуумщиком, затем бригадиром электромонтеров Управления оформления и рекламы города Москвы. С 1968 года на пенсии. Умер в 1981 году, похоронен в Москве.
Воспоминания Ивана Антоновича Зарубы были написаны в 1966 году и хранятся в документальном фонде Государственного музея героической обороны и освобождения Севастополя. Рукопись полностью не публиковалась, но её фрагменты вошли в воспоминания И. И. Азарова «Непобежденные», а также в книги И. С. Маношина и Н. С. Шестакова. Их авторы обращались к воспоминаниям И. А. Зарубы, которые хранятся в Государственном архиве Республики Крым (Ф. 849. Оп. 3. Д. 282). Ученых интересовали в основном обстановка на 35-й батарее 30 июня — 2 июля 1942 года и обстоятельства пленения генерал-майора П. Г. Новикова, свидетелем которых оказался И. А. Заруба.